# .an
.an是分配給前荷蘭海外屬地荷屬安地列斯使用的國家和地區頂級域名，於1993年啟用。2010年荷屬安地列斯解體後，.an域名逐漸淡出使用。2015年，.an域名完全停止使用。

## 概要
.an域名於1993年啟用；截至2010年11月，.an域名下共有約800個次級域名，包括Google的「google.com.an」及「youtube.com.an」、雅虎的「yahoo.co.an」和Visa公司的「visa.com.an」等。
由於荷屬安地列斯於2010年解體，.an域名逐漸淡出使用。2010年12月，荷屬安地列斯的ISO 3166-1二位字母代碼AN被網際網路名稱與數字位址分配機構廢除，並改劃為CW（古拉索）、SX（聖馬丁）及BQ（荷蘭加勒比區）三個代碼，同時.an的地位由相應域名.cw、.sx和.bq（未實際使用）繼承；2014年，.an域名資料自根網域名稱伺服器中刪除；2015年7月31日後，.an域名完全停止使用。

## 外部連結
- IANA .an whois information（页面存档备份，存于） （英文）